# Краљ Кристијан (острво)
Острво Краља Кристијана (енгл. King Christian Island) је једно од острва у канадском арктичком архипелагу. Острво је у саставу канадске територије Нунавут. Налази се југозападно од острва Елеф Рингнес.
Површина износи око 645 km².
Највиши врх је на планини Краља Кристијана (King Christian Mountain), са висином од 165 m. Острво је ненасељено.
Добило је име по данском краљу Кристијану.